# Książę Northumberland
Książę Northumberland – tytuł był kreowany dwukrotnie w parostwie Anglii i raz w parostwie Wielkiej Brytanii.
- Dodatkowe tytuły księcia Northumberland:
  - hrabia Northumberland (kreowany w parostwie Wielkiej Brytanii w 1749 r.)
  - hrabia Percy (kreowany w parostwie Wielkiej Brytanii w 1766 r.)
  - hrabia Beverley (kreowany w parostwie Wielkiej Brytanii w 1790 r., w posiadaniu książąt od 1865 r.)
  - baron Warkworth (kreowany w parostwie Wielkiej Brytanii w 1749 r.)
  - baron Lovaine of Alnwick (kreowany w parostwie Wielkiej Brytanii w 1784 r., w posiadaniu książąt od 1865 r.)
- tytuł grzecznościowy najstarszego syna księcia Northumberland: hrabia Percy
- tytuł grzecznościowy najstarszego syna hrabiego Percy: lord Lovaine
- Rodowe siedziby książąt Northumberland: Alnwick Castle w Alnwick w Northumberland i Syon House w Brentford w Londynie.

## Lista książąt Northumberland
Książęta Northumberland 1. kreacji (parostwo Anglii)
- 1551–1553: John Dudley, 1. książę Northumberland

Książęta Northumberland 2. kreacji (parostwo Anglii)
- 1683–1716: George FitzRoy

Hrabiowie Northumberland (parostwo Wielkiej Brytanii)
- 1749–1750: Algernon Seymour, 7. książę Somerset
- 1750–1766: Hugh Percy, 2. hrabia Northumberland

Książęta Northumberland 3. kreacji (parostwo Wielkiej Brytanii)
- 1766–1786: Hugh Percy, 1. książę Northumberland
- 1786–1817: Hugh Percy, 2. książę Northumberland
- 1817–1847: Hugh Percy, 3. książę Northumberland
- 1847–1865: Algernon Percy, 4. książę Northumberland
- 1865–1867: George Percy, 5. książę Northumberland
- 1867–1899: Algernon George Percy, 6. książę Northumberland
- 1899–1918: Henry George Percy, 7. książę Northumberland
- 1918–1930: Alan Ian Percy, 8. książę Northumberland
- 1930–1940: Henry George Alan Percy, 9. książę Northumberland
- 1940–1988: Hugh Algernon Percy, 10. książę Northumberland
- 1988–1995: Henry Alan Walter Richard Percy, 11. książę Northumberland
- 1995 -: Ralph George Algernon Percy, 12. książę Northumberland

Najstarszy syn 12. księcia Northumberland: George Dominic Percy, hrabia Percy